# Dicraeus fujianensis
Dicraeus fujianensis är en tvåvingeart som beskrevs av Yang 2003. Dicraeus fujianensis ingår i släktet Dicraeus och familjen fritflugor. Inga underarter finns listade i Catalogue of Life.